# Ali İhsan Karayiğit
Ali İhsan Karayiğit,  (Manisa, 1927 - Estambul, 18 de marzo de 2013) fue un jugador profesional turco que jugaba en la demarcación de lateral derecho.

## Biografía
Debutó en 1946 con el Balikesirspor a los 19 años. Tras un año fue traspasado al Manisaspor, equipo en el que permaneció de nuevo una temporada. En 1948 el Besiktas se hizo con los servicios del jugador, equipo en el que permaneció hasta que se retirase en 1960 llegando a ganar tres Superliga de Turquía y dos Copa de Turquía.
Además el jugador fue internacional con su país, jugando durante tres años en las categorías inferiores y posteriormente en 1951 debutó con la selección de fútbol de Turquía, jugando un total de once partidos.

## Muerte
Ali İhsan Karayiğit falleció el 18 de marzo de 2013 a la edad de 85 años.

## Clubes
| Club          | País    | Año         |
| ------------- | ------- | ----------- |
| Balikesirspor | Turquía | 1946 - 1947 |
| Manisaspor    | Turquía | 1947 - 1948 |
| Besiktas      | Turquía | 1948 - 1958 |
| Alibeyköy SK  | Turquía | 1958 - 1959 |
| Besiktas      | Turquía | 1959 - 1960 |

## Palmarés

### Torneos nacionales
- Superliga de Turquía (3): 1957, 1958, 1960
- Campeonato de fútbol turco: 1951

### Torneos locales
- Liga de fútbol de Estambul: 1950, 1951, 1952, 1954